# Vianópolis
Vianópolis is een gemeente in de Braziliaanse deelstaat Goiás. De gemeente telt 12.831 inwoners (schatting 2009).

## Aangrenzende gemeenten
De gemeente grenst aan Orizona, São Miguel do Passa-Quatro en Silvânia.

## Verkeer en vervoer
De plaats ligt aan de wegen BR-457/GO-330, GO-010 en GO-139.

## Galerij

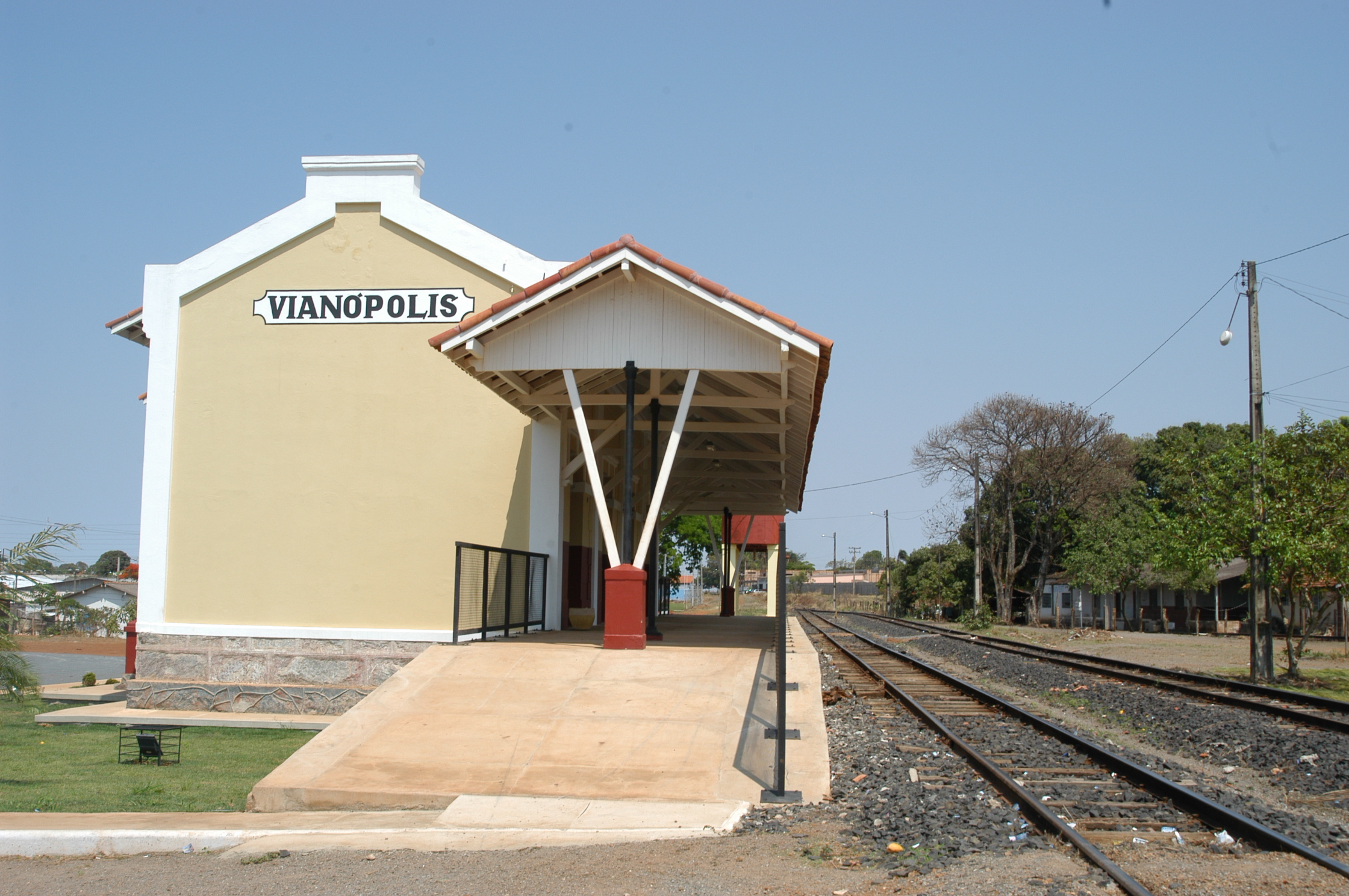
Station van Vianópolis
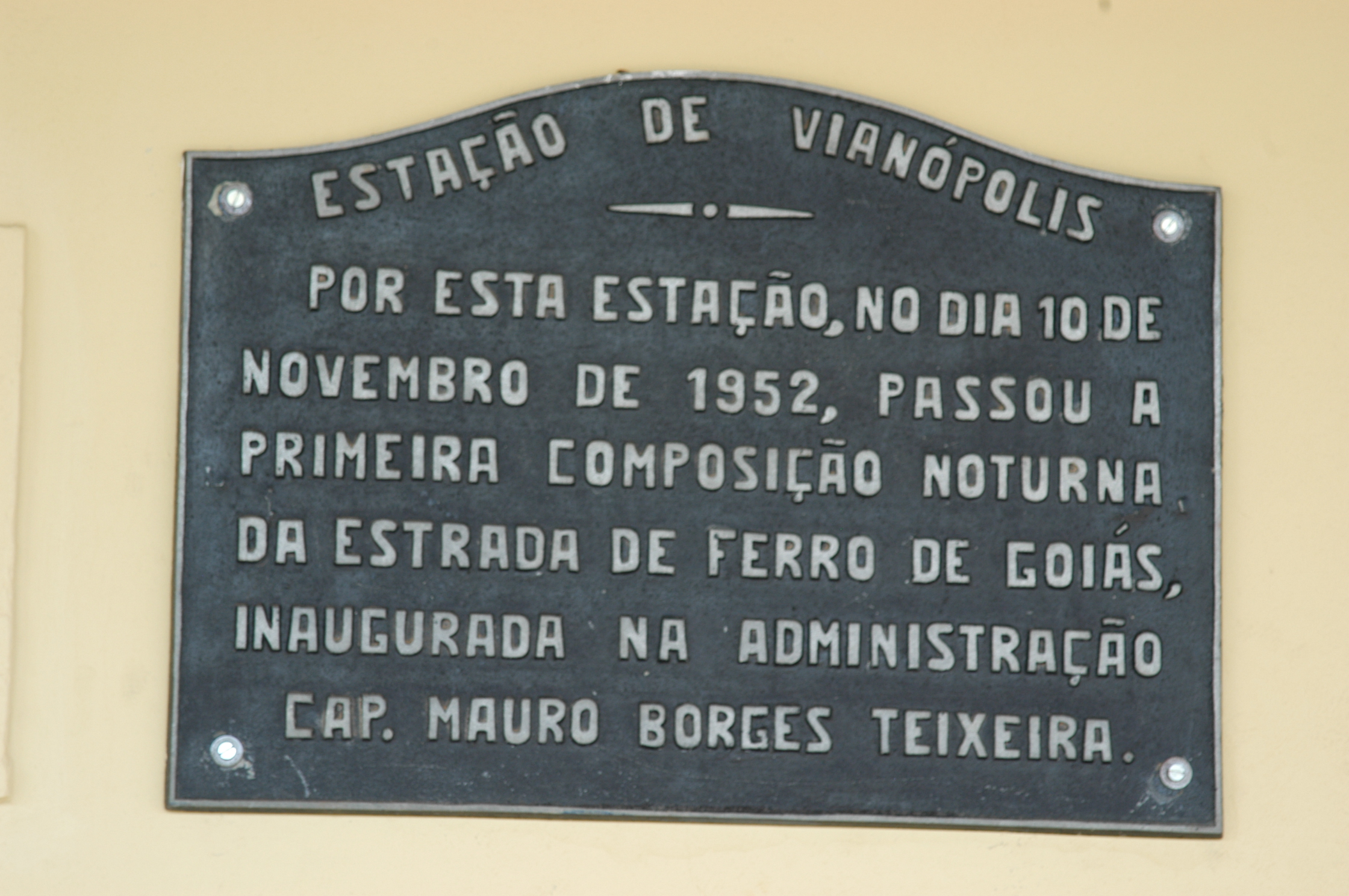
Gedenkplaat op het "plein van de inauguratie"
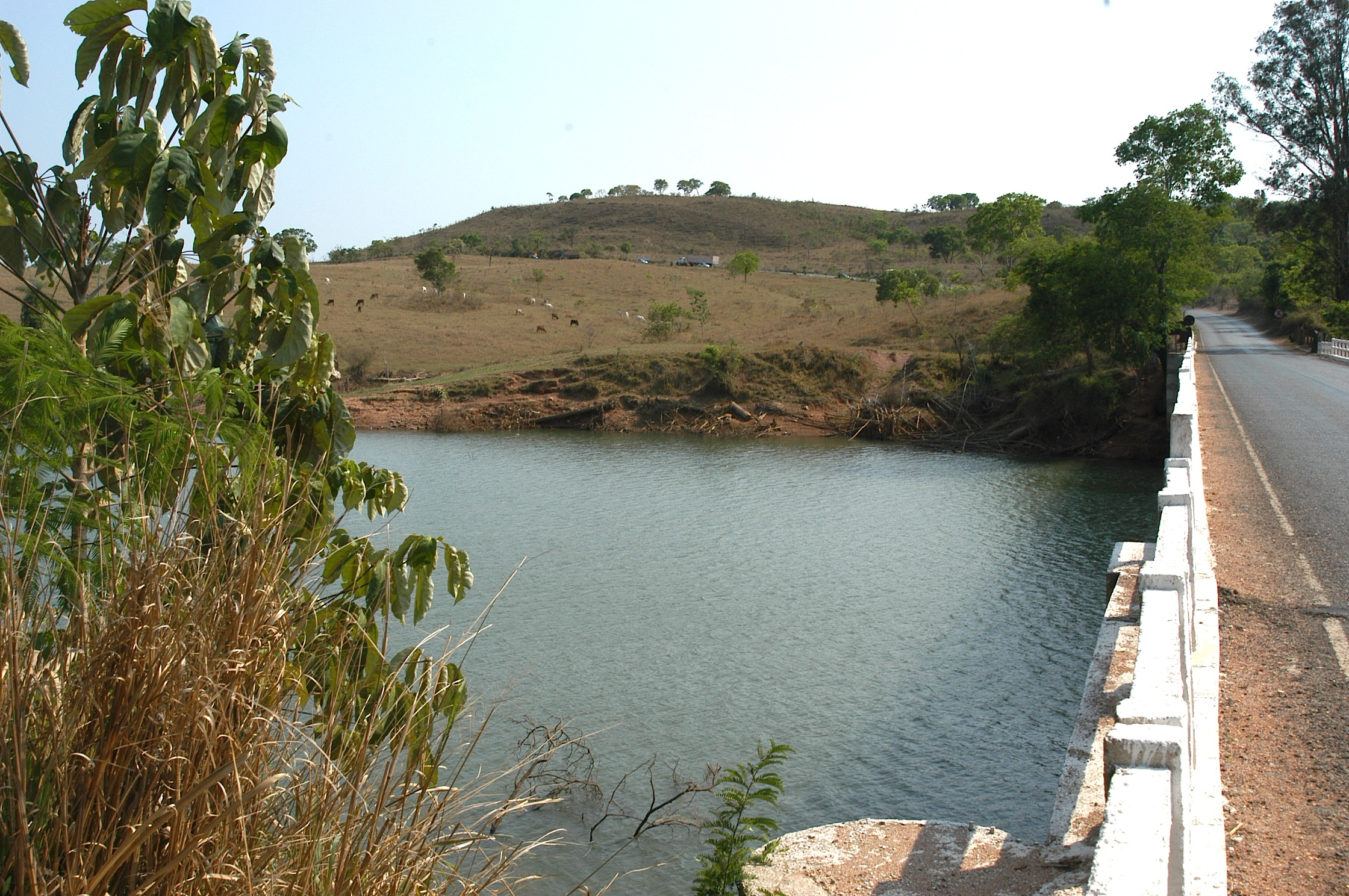
Brug (GO-010) over de rivier de Corumbá
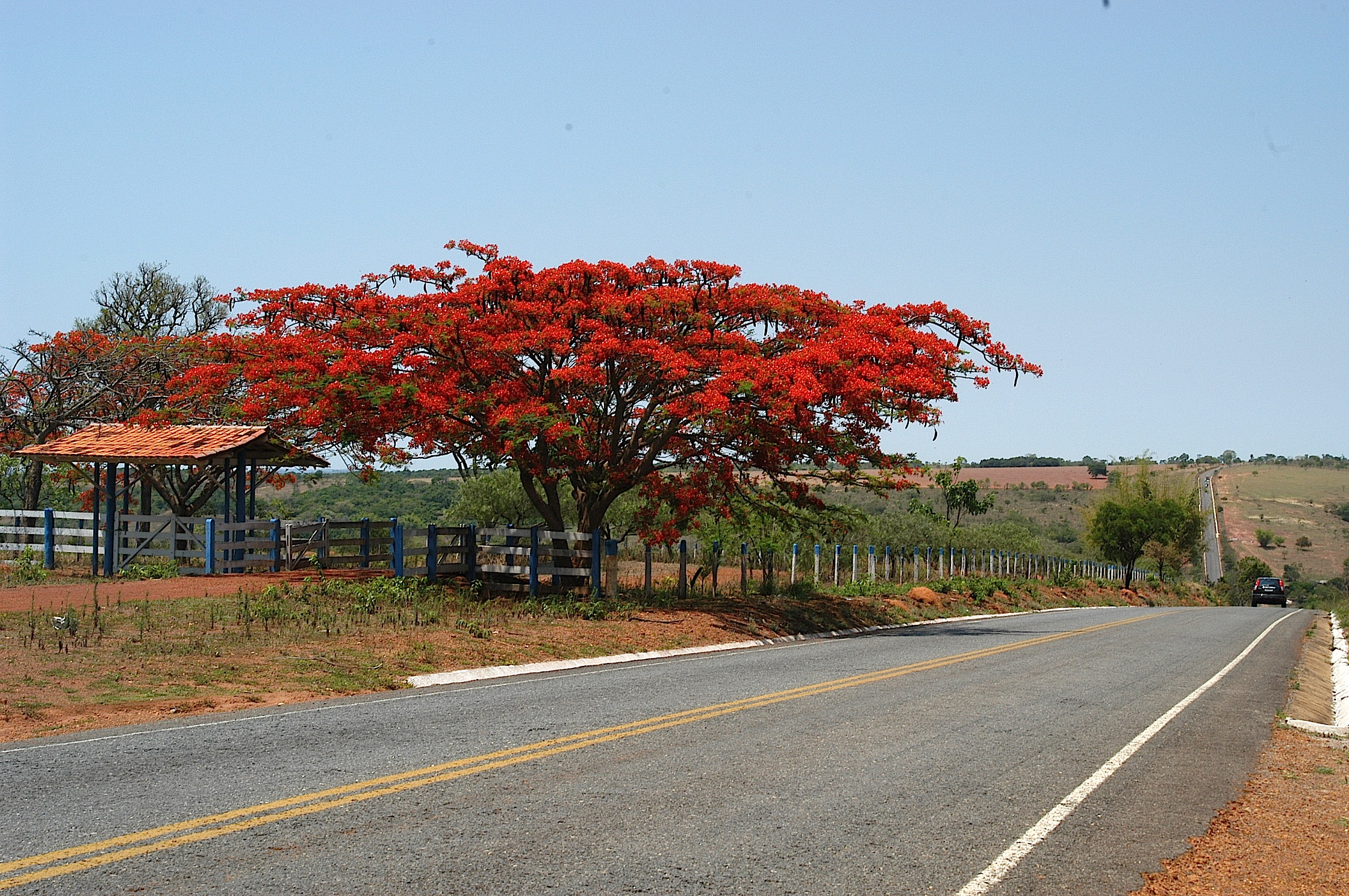
De hoofdweg (GO-139)